# 第三の新人

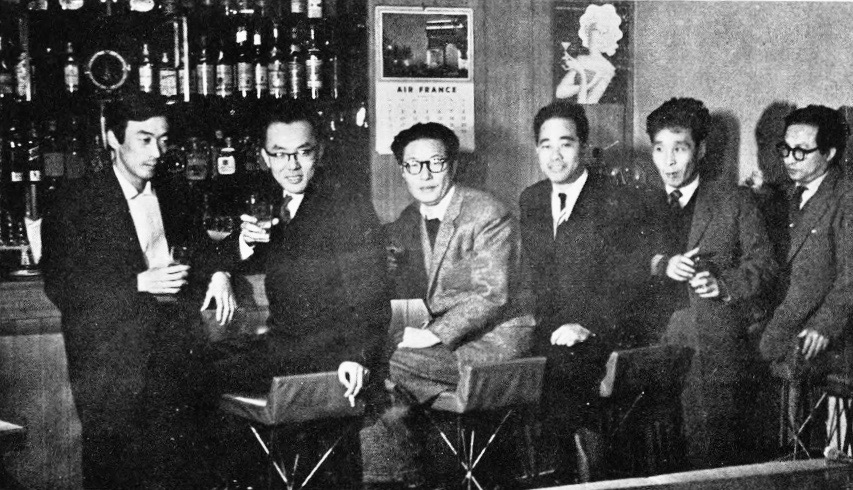
左から、吉行淳之介、遠藤周作、近藤啓太郎、庄野潤三、安岡章太郎、小島信夫。

第三の新人（だいさんのしんじん）は、日本において1953年（昭和28年）から1955年（昭和30年）頃にかけて文壇に登場した新人小説家を、第一次戦後派作家・第二次戦後派作家に続く世代として雑誌「文學界」の編集者が評論家の山本健吉にその題で評論を書かせたことに由来する。安岡章太郎・吉行淳之介・遠藤周作を代表的な作家とし、第一次・第二次戦後派が本格的なヨーロッパ風の長編小説を指向したのに対し、戦前の日本において主流であった私小説・短編小説への回帰をはかった点が特色とされる。

## 第三の新人の登場
1952年秋、山本健吉は「文學界」1953年1月号に評論「第三の新人」を発表し、当時純文学を書いていた安岡・吉行ら同世代の作家を総称して「第三の新人」と呼称した。安岡（1953年上半期）・吉行（1954年上半期）に続き庄野潤三（1954年下半期）・遠藤周作（1955年上半期）らが次々と芥川賞を受賞し、文壇の中でも「第三の新人」を一つの勢力と見られるようになった。なお、呼称の由来は映画『第三の男』から思いついたといわれている。
「第三の新人」は「文學界」の編集者により提唱され、山本健吉が取り入れた概念であるとはいえ、「第三の新人」に含まれる個々の作風にも一貫した厳密な定義があるわけではなかった。しかし、概して私小説的な作品が多く、非政治的で小さくまとまった傾向があると指摘され、しばしば非難の対象になった。後に、戦後文学史上の用語として定着した。

## 第三の新人の特徴
服部達は『文学界』(1955年9月号)で「劣等生･小不具者･市民」を第三の新人の特色として挙げた。
一般に、第三の新人の作品は日常における人間性を描く事に焦点を当てており、一応、私小説の系譜に連なっている。第一次・第二次戦後派作家（野間宏、大岡昇平ら）は戦争体験を持ち、極限状態における人間を見つめる視点から作品発表を始め、
1. 『政治』と『文学』に対する問題意識
2. 実存主義的傾向
3. リアリズムと私小説否定

といった傾向が見られるのに対し、第三の新人にこうした視点はほぼ皆無である。
「第三の新人」に含まれる作家は次々に芥川賞を受賞したが、芥川賞が現在のように華々しい存在となったのは、1955年下半期に受賞した石原慎太郎以降である（遠藤周作は同年の上半期受賞）。第三の新人は文壇から期待されておらず、石原をはじめ、大江健三郎・開高健・北杜夫などの有力多彩な新人がこの世代に続いて現れたため、戦後派と石原らの狭間で埋もれていく存在と見られていた（第三という言葉にも、やや軽く見る語感があった）。
吉行らもそうした評価に声を大にして反発するでもなく、自分たちの文学を地道に築き上げていった。サイデンステッカーの否定的なコメントにも、「サイザンスカ（左様でございますか）」などと揶揄して、軽く受け流すなど、大仰な振る舞いを嫌った。その後、世相も変わってか、次第に第三の新人の作風も評価されるようになる。その裏には、文芸雑誌『群像』の鬼編集長・大久保房男の働きかけも大きく、短編小説ばかり書く吉行・安岡らに、長編を書くことを強く勧めるなど、彼らのよき理解者もいた。

## 主な第三の新人

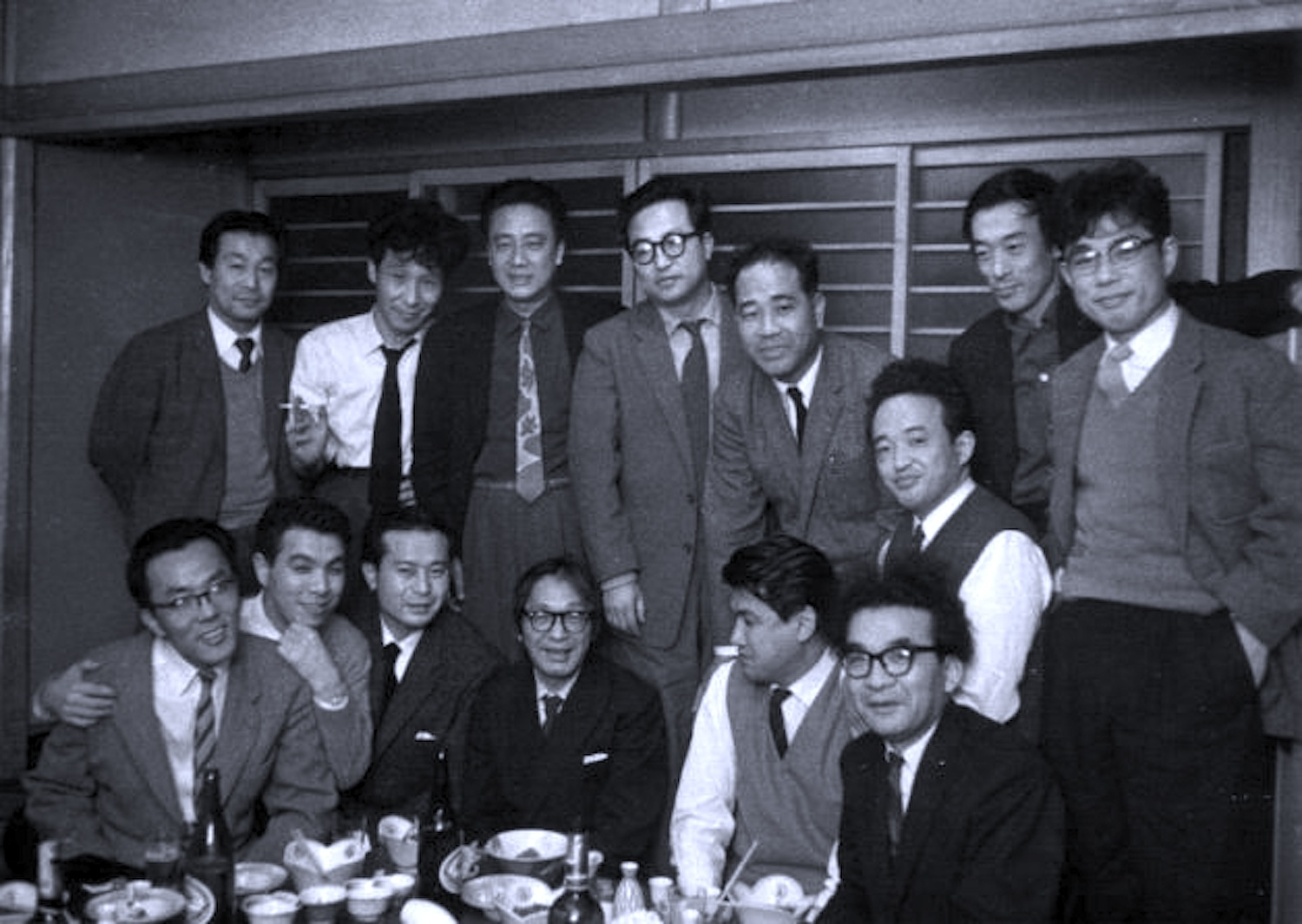
第三の新人たち
----
1954年（昭和29年）1月に東京・東中野のモナミで開かれた庄野潤三『愛撫』および小島信夫『小銃』出版記念会に集まった第三の新人をはじめとする文士たち。
前列左から、遠藤周作、不詳、不詳、十返肇、不詳、吉岡達夫。
後列左から、不詳、安岡章太郎、不詳、小島信夫、庄野潤三、小沼丹、吉行淳之介、進藤純孝。

「第三の新人」に厳密な定義はないが、次の作家が含まれるのが一般的である。
- 長谷川四郎（1909年生、戦後派とみなされることも）
- 小島信夫（1915年生）
- 島尾敏雄（1917年生、戦後派とみなされることも）
- 小沼丹（1918年生）
- 近藤啓太郎（1920年生）
- 安岡章太郎（1920年生）
- 阿川弘之（1920年生）
- 庄野潤三（1921年生）
- 遠藤周作（1923年生）
- 吉行淳之介（1924年生）
- 三浦朱門（1926年生）
- 曽野綾子（1931年生）

なお、遠藤周作にはキリスト教（カトリック）、阿川弘之は戦記文学という主たるテーマがあり、他の第三の新人らの傾向とは大きく異なってる点が、安岡章太郎により指摘される。第三の新人とともに数々の仕事をこなした大久保房男も同様の指摘をしており、厳密な意味では遠藤・阿川を外す見方もある。
大久保房男によれば、「山本五十六みたいな大将ではなく、ダメな兵卒を書き、聖母マリアではなく娼婦を書く」のが第三の新人ということになる。政治的には、阿川・三浦・曽野のような保守派が多く、遠藤もまた政治的には保守的だったが、安岡は新日本文学会に入会していた時期もあり、やや左翼的な傾向も見られる。戦後派作家は硬軟問わず左翼が多く、例外的に（反体制的な傾向が強いため一般的な保守とは言い難いが）右派とみなされた三島由紀夫が1970年（昭和45年）に死去したため、日本芸術院賞や文化勲章は、戦後派を飛ばして、第三の新人たちに与えられた。